# Francisco Méndez de Vigo
Francisco Méndez-Vigo y Valdés-Miranda (Oviedo, 1806-Oviedo, 1891) fue un político y escritor español, alcalde de Oviedo y diputado a Cortes durante el reinado de Isabel II.

## Biografía
Nació el 11 de noviembre de 1806 en la ciudad asturiana de Oviedo.Estudió en Inglaterra, de la mano de su pariente Nicolás Carreño. Liberal exaltado durante el trienio liberal y descrito por Fermín Canella como «asturiano entusiasta y trabajador del progreso provincial», fue alcalde de Oviedo, presidente de la Diputación Provincial de Oviedo, diputado a Cortes, director de la Sociedad Económica de Amigos del País y vocal de numerosas juntas y comisiones provinciales. Falleció en 1891, el día 28 o 30 de noviembre, en su ciudad natal.